# Лима, Аристидеш Раймунду
Аристи́деш Райму́нду Ли́ма (порт. Aristides Raimundo Lima) (31 августа 1955, Сал-Рей, Боавишта, Кабо-Верде) — генеральный секретарь Национальной ассамблеи Кабо-Верде.

## Биография
Родился 31 августа 1955 года, в Сал-Рей, на острове Боавишта.
В 1976 году получил диплом в области журналистики в школе журналистики Friedrichshagen (Берлин).
С 1976 по 1978 год работает журналистом и преподавателем.
В 1983 году окончил университет в Лейпциге.
В 1999—2000 окончил аспирантуру и получил степень магистра в области конституционного права университета Гейдельберга.
Адвокат при президенте Аристидеше Перейре.
Избран депутатом Национального Собрания в 1985 году, переизбран в 1991, 1996, 2001) и 2006 годах.
В 1991 году стал первым президентом ПАИКВ.
13 февраля 2001 года был избран Председателем Национальной ассамблеи. Переизбран 27 февраля 2006 года.
Член Международного союза по охране окружающей среды (Комиссия по праву окружающей среды — Африка).
В 2004 году награждён Большым крестом за заслуги, Орден «За заслуги» Федеративной Республики Германия.

## Работы
- «A Importância da Não Reciprocidade e do Tratamento Preferencial dos Países em Vias de Desenvolvimento nas Relações Internacionais e especialmente no Direito Internacional Público, na Perspectiva dos Países em Vias de Desenvolvimento», Universidade de Leipzig,1983. (Важность невзаимности и преференциальный режим развивающихся стран в международных отношениях, и особенно в области международного публичного права с учетом развивающихся стран, Университет Лейпцига, 1983)
- «Reforma Política em Cabo Verde. Do Paternalismo à Modernização do Estado», Praia 1992. (Политическая реформа в Кабо-Верде. Патернализм по модернизации государства. Прая 1992 год)
- «Grundzüge des Politischen Reformprozesses in Kapverden», 1992. (Основные черты Политического реформаторского процесса в Кабо-Верде,1992 год)
- «O Estatuto Jurídico — Constitucional do Chefe de Estado na Alemanha e em Cabo Verde — um estudo de Direito Comparado», Universidade de Heidelberg, 2000. (Правовой статус — конституционная глава государства в Германии и Кабо-Верде — изучение сравнительного права, Гейдельбергский университет, 2000)
- O Estado de Direito de Cabo Verde (2000) (Верховенство закона в Кабо-Верде 2000 год)
- Constituição, Democracia e Direitos Humanos, Discursos de Representação e outros textos, Fevereiro de 2004. (Конституции, демократии и права человека, представительство и другие тексты, февраль 2004 года)
- O Recurso Constitucional alemão e o Recurso de Amparo cabo-verdiano, Setembro de 2004. (Немецкий Конституционный призыв и Апелляционный ампаро Кабо-Верде, сентябрь 2004 года)